# Hooe (Sussex de l'Est)
Hooe est une paroisse civile et un village du Sussex de l'Est, en Angleterre.